# سیگدال
سیگدال (به لاتین: Sigdal) یک شهرداری در نروژ است که در بوسکرود واقع شده‌است. سیگدال ۸۴۲ کیلومتر مربع مساحت و ۳٬۵۳۰ نفر جمعیت دارد.

## خواهرخوانده
شهر بخش آرنهوستوی خواهرخواندهٔ سیگدال هست.